# Pik Tanfil'eva
Pik Tanfil'eva är en bergstopp i Antarktis. Den ligger i Östantarktis. Australien gör anspråk på området. Toppen på Pik Tanfil'eva är 1 407 meter över havet.
Terrängen runt Pik Tanfil'eva är huvudsakligen platt, men åt sydost är den kuperad. Trakten är obefolkad. Det finns inga samhällen i närheten.